# Langur daurat
|  | Per a altres significats, vegeu «Langur daurat de Gee». |

El langur daurat (Trachypithecus auratus) és una espècie de primat de la família dels cercopitècids. Es troba a l'illa de Java i algunes illes properes més petites que formen part d'Indonèsia. El seu hàbitat natural són les selves pluvials, on pot viure tant a l'interior com a la perifèria. Està amenaçat per la caça i la pèrdua d'hàbitat.